# Константин (Малинков)
Митрополит Константин (в миру Костадин Попдимитров Малинков; 14 мая 1843, Калофер — 4 декабря 1912, Враца) — епископ Болгарской православной церкви, митрополит Врачанский.

## Биография
Родился 14 мая 1843 года (по другим сведениям, в 1847 году) в Калофере в семье приходского священника. Начальное образование получил в школе родного города, где его учителем был Ботё Петков, отец болгарского поэта-революционера Христо Ботева.
Продолжил учёбу в греческой гимназии в Константинополе, где жил его брат. После её окончания уезжает в Рим, где с 1863 по 1869 года учится в Католическом богословском колледже святого Афанасия.
Вернувшись на родину, живёт в Карлове и руководит там театральной деятельностью.
Желая получить духовное звание, уезжает в Константинополь, а оттуда в Русе, где ему покровительствует митрополит Доростольский и Червенский Григорий, который подстриг его в монахи с именем Константин, а затем рукоположил во иеродиакона и иеромонаха.
В 1873 году решением Священного Синода возведён в сан архимандрита.
В 1874 году нажзначен архиерейским наместником Силистры.
В конце того же года назначен управляющим Врачанской епархией. Во Враце его встретили враждебно, но он не отказался от назначения, поселился в Плевене и оттуда пытался управлять епархией в качестве администратора.
В таковой должности он встречает Царя Освободителя Александра II в Плевне в 1878 году.
Из-за упорного противодействия врачанских старейшин он просил Синод об освобождении, но, несмотря на предложение о переводе в Видин, остался во Враце.
Только 22 июля 1884 года он был канонически избран митрополитом Врачанским, а 11 ноября хиротонисан во епископа Врачанского с возведение в сан митрополита. Ему удалось преодолеть сопротивление старейшин и наладить духовную жизнь епархии.
С 1886 года — митрополит член Святейшего Синода в Софии, а 1905 года — его председатель. В 1908 году уволен из Синода.
Близкие отношения митрополит Константин поддерживал с митрополитом Тырновским Климентом (Друмевым), председателем первого свободного правительства Болгарии после освобождения от турецкого ига. В правление Стамболова этот митрополит Климент был заключён в Гложенский монастырь, но, несмотря на риск, митрополит Константин не поколебался посетить его в изгнании. За своё русофильство подвергался и критику первого стамболовисткого правительства (1887—1894) подвергался нападкам и сам.
Развивает большую благотворительную деятельность в своей епархии, поддерживая особенно просветительскую деятельность.
Скончался 4 декабря 1912 года во Враце. Похоронен в притворе кафедрального храма святителя Николая.